# 滝川英治
滝川 英治（たきがわ えいじ、1979年3月24日 - ）は、日本の絵本作家。元俳優でもある。広島県生まれ、大阪府枚方市出身。身長186cm、体重79kg。血液型A型。B98cm・W82cm・H96cm・S28.5cm。甲南大学法学部卒業。
所属事務所はプランニングメイ、松竹エンタテインメント（2008年4月 - 2011年6月30日）、ワイズクリエーション（2011年7月11日 - 2012年）と数度変遷。2017年9月現在はえりオフィスに所属している。姉は目黒陽子、滝川クリステルは従姉にあたる。

## 略歴

### 俳優として
2002年から2007年3月の5年間にわたり、「ファイト・一発！」で知られる大正製薬『リポビタンD』の広告にケイン・コスギのパートナーとして起用されていた。
2008年、『仮面ライダーキバ』で力役を演じる。雑誌のインタビューによると、一度『仮面ライダーシリーズ』の仮面ライダーのオーディションを受けたが最終審査で落選、しかし翌年にプロデューサーから連絡があり、その審査での印象が残っており、レギュラー出演が決まった。

### 転倒事故
2017年9月15日、ドラマ『弱虫ペダル Season2』（BSスカパー!）の撮影中、自転車に乗っていて転倒、全身を強く打ち負傷した。同月18日、脊髄損傷と診断されたことが発表された。ドラマは予定通り放送されたが、10月に出演が予定されていた舞台「Live Musical『SHOW BY ROCK!!』－深淵のCrossAmbivalence－」は降板した。
同年12月8日、事故後初めて本人の言葉によるブログ更新を行う。当初は自らの状態について詳しく語ることをしていなかったが、2018年2月25日更新のブログにおいて、脊髄損傷と闘うため、ケガ、後遺症、リハビリについて公表していくことを明らかにした。事故直後は首から下が全く動かない状態で、その後も血圧低下、めまい、頭痛、高熱などの後遺症に苦しめられ、精神的にも「999年分泣いた」というほどの状態に追い込まれたものの、1か月ほど後から左親指が微かに動きだし、左腕は徐々に動かせる範囲が大きくなり、右腕も2017年末ごろから感覚が戻り始め、2018年3月3日のブログ更新の時点では5本の指の感覚まで回復した。しかし指はまだ動かせず、この時のブログも口を使って書いていることを明らかにしている。5月3日、約1か月ぶりに更新したブログにおいてタイトルとタイトル画を一新。同年の元日にマジックペンを口にくわえて書いた「感謝」の文字をタイトルに使用した。
2018年10月18日、本人のブログにて退院したことを発表。10月20日放送のドキュメンタリー番組『それでも、前へ』（BSスカパー!）に自ら取材を依頼して出演。心境、苦悩や葛藤などを語った。
2019年1月25日スタートの『PARA SPORTS NEWS アスリートプライド』（BSスカパー!）でMCを務め、仕事復帰。
同年8月に検査入院。10月16日、退院を報告した。

### 俳優引退から絵本作家へ
2019年12月20日、エッセイ集『歩』（主婦と生活社）を刊行。2020年1月11日、同著の発売記念お渡し会を開催。この日、俳優引退を決意。
2021年8月20日、絵本『ボッチャの大きなりんごの木』（朝日新聞出版）を刊行。
2021年8月24日、2020年東京パラリンピックの開会式の空港をテーマとした演目において、管制塔のクルー役として映像にて出演した。
2022年4月27日放送の『徹子の部屋』（テレビ朝日）に出演。
2023年12月 - 2024年1月、イラスト作品展「口火」を開催（2023年12月16日 - 24日、横浜市港北区「障害者スポーツ文化センター横浜ラポール」 / 2024年1月13日 - 21日、同市都筑区「港北 TOKYU S.C.」）。

## 人物
趣味は音楽・映画鑑賞・将棋・料理・バスケットボール・スポーツなど。特技はスキー・ビリヤード。語学力は英検2級。全米エクササイズ&スポーツトレーナー協会 (NESTA) 公認パーソナルトレーナーの資格を持つ。

## スポーツマンNo.1決定戦
『最強の男は誰だ!壮絶筋肉バトル!!スポーツマンNo.1決定戦』
第14回芸能人サバイバルバトル（2005年4月8日放送）
QUICK MUSCLEで初挑戦で104回の記録を残し、POWER FORCEでは1回戦で吉田友一に勝利し2回戦進出を決めるも、SPIN OFFは2回戦(初戦)でイワンに敗退、MONSTER BOX 12段、TAIL IMPOSSIBLE第2レース敗退と随所で苦戦が続き、総合10位タイで脱落を喫する。
第16回芸能人サバイバルバトル（2006年3月29日）
MONSTER BOXで自己記録を2段更新する14段を記録するも、REVOLUTIONではワッキーに敗れ1回戦敗退。SPIN OFFでは1回戦でなかやまきんに君に敗れ、QUICK MUSCLEでは序盤からカウントミスが続いたことで体力を消耗し、68回と自己記録を下回る。TAIL IMPOSSIBLEでは辛うじて第1レースを突破するも第2レース敗退により、またも総合10位で脱落。
芸能人サバイバルバトル
| 大会   | 放送日        | 総合順位 |
| ------ | ------------- | -------- |
| 第14回 | 2005年4月8日  | 10位     |
| 第16回 | 2006年3月29日 | 10位     |

## 最強スポーツ男子頂上決戦
究極の男は誰だ!?最強スポーツ男子頂上決戦
第2回大会（2013年4月11日放送）
ハードアンカーとザ・フェンスで5位、モンスターボックスではスポマンの記録を上回る15段を記録するも、パワーウォール1回戦でKENZOと当たった結果、初戦敗退に終わり総合9位で脱落を喫した。
第3回大会（2013年12月29日放送）
パワーウォール準決勝進出、モンスターボックス15段、ザ・フェンス5位、ハードアンカー3位と安定した活躍を見せ、ハードアンカー終了時暫定総合3位につけていたが、最終種目進出人数が2人に変更された為、ショットガンタッチの挑戦は幻に終わった。
最強スポーツ男子頂上決戦
| 大会  | 放送日         | 総合順位 |
| ----- | -------------- | -------- |
| 第2回 | 2013年4月11日  | 9位      |
| 第3回 | 2013年12月29日 | 3位      |

## 出演

### テレビドラマ
- 月曜ドラマスペシャル 「アドベンチャー探偵の事件簿1（2000年、TBSテレビ）
- ドラマスペシャル 「天の瞳2」（2001年、テレビ朝日）
- 女と愛とミステリー 「開運!なんでも鑑定団殺人事件」（2001年、テレビ東京）
- 金曜エンタティメント 「ハマの静香は事件がお好き」（2003年、フジテレビ）
- 土曜ワイド劇場（ABCテレビ）
  - 大阪社会部ひまダネ記者（2003年）
  - 温泉(秘)大作戦8（2009年12月5日）- 小畑健吾 役
- 仮面ライダーキバ（2008年、テレビ朝日）- 力 役
- ファ見る!1周年 あゆみの事件簿（2008年、ファミリー劇場）- 百合谷刑事 役
- 相棒 season8（2010年1月1日、テレビ朝日）- 刑事 役
- 俺の空 刑事編 第1話（2011年、テレビ朝日）- クラブ店員 役
- バブリシャスロード アニキと俺物語（2015年、BS11）- 風間恭介 役
- 弱虫ペダル（2016年、BSスカパー!）- 福富寿一 役[25]
  - 弱虫ペダルSeason2（2017年、BSスカパー!）

### 映画
- 妄想少女オタク系（2007年） - 塚本英美 役
- 仮面ライダーシリーズ
  - 劇場版 仮面ライダーキバ 魔界城の王（2008年） - 力 役
  - 劇場版 超・仮面ライダー電王&ディケイド NEOジェネレーションズ 鬼ヶ島の戦艦（2009年） - 力 役
- 阿修羅少女〜BLOOD-C異聞〜（2017年） - 更衣唯芳 役

### ラジオ
- Cheer Up!（NACK5）
- われらイマドキッ!〜DOKODOKI商品研究所〜（2010年、MBSラジオ）

### CM
- TOKAIネットワーククラブ 「お客様安心係、東海太郎」（2004年3月 - 2005年5月）
- 大正製薬「リポビタンD」（2002年4月 - 2007年3月）
- 丸井 「ビサルノ」
- 洋服の青山
- スポーツクラブ 「シーマック」(関西エリア)

### 舞台
- ミュージカル・テニスの王子様 - 手塚国光 役
  - ミュージカル テニスの王子様（2003年）
  - ミュージカル テニスの王子様 Remarkable 1st Match（2003年）
  - ミュージカル テニスの王子様 Dream Live 1st（2004年）
  - ミュージカル テニスの王子様 IN WINTER 2004-2005 SIDE 不動峰〜special match〜（2004年）
- 三越劇場
  - 「NY青春物語 〜アランとバディ〜」（2004年） - バディ 役
  - 「ミュージカル シンデレラ」（2009年7月25日 - 8月2日） - 王子 役
- 新橋演舞場「恋ぶみ屋一葉」（2005年） - 羽生草助 役
- 博品館劇場「忠臣蔵〜水戸黄門外伝・元禄仇討ち裏事情〜」（2006年）
- 舞台「弱虫ペダル」 - 福富寿一 役
  - インターハイ篇 The First Result（2013年8月24日 - 9月8日、サンシャイン劇場/シアターBRAVA!）
  - インターハイ篇 The Second Order（2014年3月13日 - 30日、天王洲 銀河劇場/埼玉県熊谷会館/シアターBRAVA!）
  - 箱根学園篇 〜野獣覚醒〜（2014年10月23日 - 11月3日、シアターBRAVA!/Zeppブルーシアター六本木）
  - インターハイ篇 The WINNER （2015年3月6日 - 29日、日本青年館 大ホール/シアターBRAVA!/キャナルシティ劇場）
  - IRREGULAR 〜2つの頂上〜 （2015年10月8日 - 11月8日、日本特殊陶業市民会館 フォレストホール/TOKYO DOME CITY HALL/梅田芸術劇場 メインホール/キャナルシティ劇場）
- 舞台「戦国BASARA」 - 伊達政宗 役
  - 戦国BASARA3 宴弐 -凶王誕生×深淵の宴（2013年11月1日 - 24日、TOKYO DOME CITY HALL/中日劇場/メルパルク大阪）
  - 戦国BASARA3 -咎狂わし絆-（2014年4月25日 - 5月18日、EX THEATER ROPPONGI/中日劇場/シアターBRAVA!）
- 舞台「BASARA 第2章」（2014年1月9日 - 14日、シアター1010） - 雷蔵 役
- REVELATION GARDEN - スパルタクスの反乱 -（2014年2月22日 - 3月2日、サンシャイン劇場）
- 舞台「ペルソナ4 ジ・アルティメット イン マヨナカアリーナ」（2014年12月19日 - 23日、東京芸術劇場プレイハウス） - 巽完二 役
- 舞台「龍が如く」（2015年4月24日 - 29日、赤坂ACTシアター） - 主演・桐生一馬 役
- 舞台 「BLOOD-C 〜The LAST MIND〜」（2015年7月2日 - 5日、世田谷パブリックシアター） - 更衣唯芳 役
- ミュージカル『青春-AOHARU-鉄道』（2015年11月18日 - 23日、全労済ホールスペース・ゼロ） - 山陽新幹線 役
- おん・すてーじ「真夜中の弥次さん喜多さん」（2016年1月11日・15日、シアターGロッソ）- うその喜多さん 役
- SHOW BY ROCK!! MUSICAL〜唱え家畜共ッ!深紅色の堕天革命黙示録ッ!!〜（2016年2月11日 - 16日、Zeppブルーシアター六本木） - ロム 役
- 舞台版 残響のテロル（2016年3月2日 - 6日、Zeppブルーシアター六本木） - 柴崎健次郎 役
- ミュージカル ふしぎ遊戯〜朱ノ章〜（2016年4月8日 - 17日、池袋あうるすぽっと） - 軫宿 役
- ムッシュ・モウソワール 第2回来日公演「レッド・ジャケット」（2016年5月11日 - 15日、草月ホール）
- 舞台芸術集団地下空港第16回公演「ポセイドンの牙」（2016年6月1日 - 5日、紀伊國屋ホール） - ポセイドン 役
- 舞台『ペルソナ4 ジ・アルティマックス ウルトラスープレックスホールド』（2016年7月6日 - 10日、シアターＧロッソ） - 巽完二 役
- タクフェス第4弾「歌姫」（2016年9月15日 - 11月3日、梅田芸術劇場 シアター・ドラマシティ/ウインクあいち/道新ホール/サンシャイン劇場/キャナルシティ劇場/電力ホール/りゅーとぴあ・劇場） - ロシア 役
- ミュージカル『青春-AOHARU-鉄道』2 〜信越地方よりアイをこめて〜（2016年11月9日 - 13日、AiiA 2.5 Theater Tokyo/11月18日 - 20日、新神戸オリエンタル劇場） - 山陽新幹線 役
- ミュージカル「しゃばけ」（2017年1月19日 - 29日、紀伊國屋サザンシアター） - 佐助 役
  - ミュージカル「しゃばけ」弐〜空のビードロ・畳紙〜（2017年9月2日 - 10日、紀伊國屋ホール）
- ナイスコンプレックス N27「キスより素敵な手を繋ごう」（2017年2月22日 - 26日、池袋あうるすぽっと） - 主演・倉持裕樹 役
- 舞台『ちるらん 新撰組鎮魂歌』（2017年4月7日 - 10日、森ノ宮ピロティホール/4月20日 - 30日、天王洲 銀河劇場） - 近藤勇 役
- Live Musical「SHOW BY ROCK!!」〜THE FES Ⅱ-Thousand XVⅡ〜（2017年5月11日 - 13日、品川プリンスホテル ステラボール ） - ロム 役

### DVD
- TREASURE OF AGE（2004年2月25日、マーベラスエンターテイメント）
- 妄想少女オタク系（2008年4月16日） - 塚本英美 役

### インターネットドラマ
- ネット版 仮面ライダー裏キバ 魔界城の女王（2008年） - 力 役

### バラエティー番組
- PARA SPORTS NEWS アスリートプライド 番組ＭＣ（2019年1月〜2020年10月、BSスカパー!）
- 松岡修造の情熱チャージ 熱血!ホンキ応援団 レギュラー（テレビ朝日）
- 幸せ追求バラエティ 金曜日の聞きたい女たち レギュラー（フジテレビ）
- クスクス ごはんの供〜番組リポーター　準レギュラー（中京テレビ）
- 最強の男は誰だ!壮絶筋肉バトル!!スポーツマンNo.1決定戦 芸能人サバイバルバトル（TBSテレビ）
- 究極の男は誰だ!?最強スポーツ男子頂上決戦（TBSテレビ）
- BODY ゲスト出演（TBSテレビ）
- 炎の体育会TV 芸能人アームレスリング部　ゲスト出演（TBSテレビ）
- カスペ! 「部活」お台場綱引き部 HERAKLES 8 ゲスト出演（フジテレビ）
- 芸能界特技王決定戦 TEPPEN ベンチプレス（2016年1月15日、フジテレビ）
- 踊る!さんま御殿!! ゲスト出演（日本テレビ）
- なら婚 ゲスト出演（日本テレビ）
- 世界一受けたい授業 ゲスト出演（日本テレビ）
- 行列のできる法律相談所 ゲスト出演（日本テレビ）
- 今夜はえみぃ〜GO!! ゲスト出演（毎日放送）
- ちちんぷいぷい ゲスト出演（毎日放送）
- 美男子界 ゲスト出演（nottv）
- それでも、前へ（2018年10月20日、BSスカパー!）[13]
- それでも、前へ プラスワン (2020年3月29日、BSスカパー)

## 著書
- 「歩 僕の足はありますか?」（主婦と生活社) 2019年12月 ISBN 978-4-391-15356-9
- 「ボッチャの大きなりんごの木」（朝日新聞出版) 2021年8月 ISBN 978-4-02-251768-5